# Neustadtl an der Donau
Neustadtl an der Donau là một thị trấn ở huyện Amstetten trong bang Niederösterreich ở nước Áo. Đô thị này có diện tích 47,9 km², dân số năm 2001 là 2100 người.